# Trichactia pictiventris
Trichactia pictiventris là một loài ruồi trong họ Tachinidae.